# 이페라 파르마
이페라 파르마(포르투갈어: Hypera Pharma)는 브라질의 제약 기업이다.